# 10e arrondissement de Cotonou
Pour les articles homonymes, voir 10e arrondissement.
Le 10e arrondissement de Cotonou est l'un des treize arrondissements de la commune de Cotonou dans le département du Littoral au Bénin.

## Géographie
Le 10e arrondissement de Cotonou est situé dans le Sud du Bénin et compte sept quartiers que sont Gbenonkpo, Kouhounou, Midedji, Missekple, Missogbe, Vedoko et Yenawa.

## Démographie
Selon le recensement de la population de 2013 conduit par l'Institut national de la statistique et de l'analyse économique (INSAE), le 10e arrondissement de Cotonou compte 38 728 habitants.

### Galerie de photo

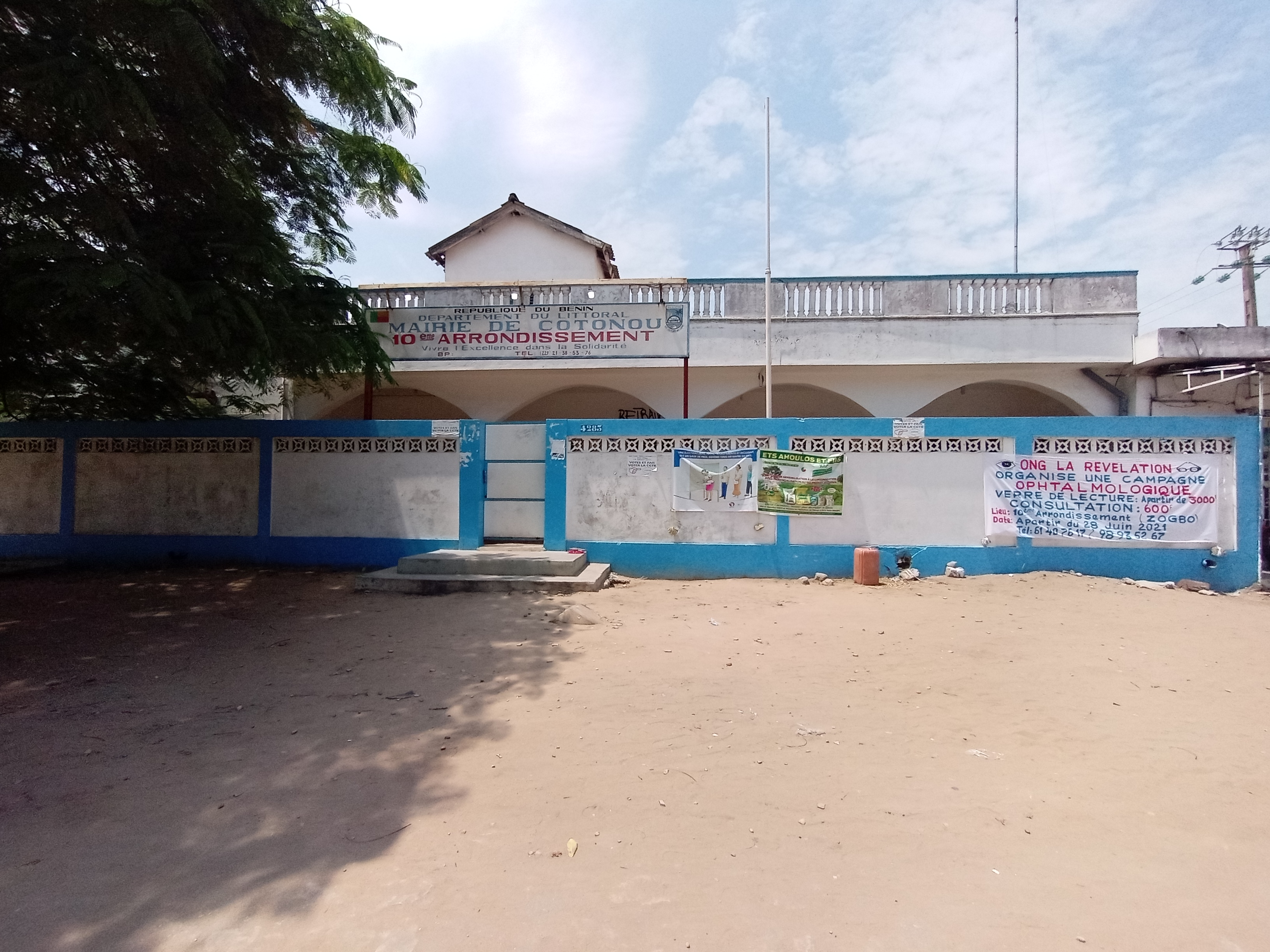
10ème Arrondissement de la ville de Cotonou(Entrée principale)
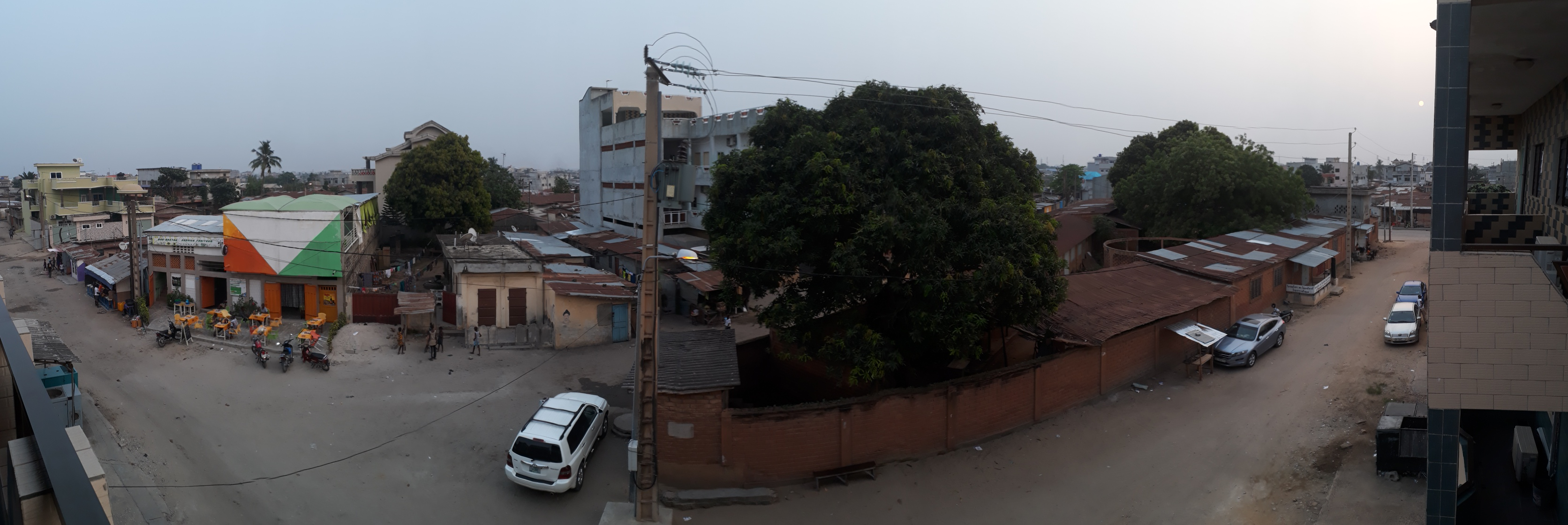
Vue panoramique sur le quartier zogbo de Cotonou